# Dammossen-Röbergshagemossen
Dammossen-Röbergshagemossen este o arie protejată (arie specială de conservare — SAC, sit de importanță comunitară — SCI) din Suedia întinsă pe o suprafață de 47,6 ha, integral pe uscat.

## Localizare
Centrul sitului Dammossen-Röbergshagemossen este situat la coordonatele 59°27′26″N 15°04′22″E / 59.4571°N 15.0727°E.

## Înființare
Situl Dammossen-Röbergshagemossen a fost declarat sit de importanță comunitară în iulie 2000 pentru a proteja 1 specie de animale. Situl a fost protejat și ca arie specială de conservare în martie 2011.

## Biodiversitate
Situată în ecoregiunea boreală, aria protejată conține 5 habitate naturale: Mlaștini împădurite, Cursuri de apă de la nivel de câmpie la nivel montan, cu vegetație Ranunculion fluitantis și Callitricho-Batrachion, Mlaștini turboase de tranziție și turbării mișcătoare, Taiga vestică, Turbării active.
La baza desemnării sitului se află o specie protejată de  nevertebrate: fluturele auriu (Euphydryas aurinia).